# Sezidala si bova hišico
Povest Sezidala si bova hišico je delo prekmurskega pisatelja Ferda Godine. Objavljena je bila leta 1991 v zbirki povesti z istim naslovom - Sezidala si bova hišico. 

## Interpretacija
Godinova dela so večinoma napisana v prvoosebni pripovedi in povzemajo pisateljevo življenje v Prekmurju. 
Zbirka Sezidala si bova hišico vsebuje več kratkih povesti za otroke oziroma mladino. Povest z istim naslovom pa govori Drvaričevemu Vanču in njegovi ženi Agi, ki sta imela lep ograd s sadnim drevjem. Živela sta tiho in zadovoljno življenje. Kozlarjev Izidor, Ošlajev Tjaš in Ferdo Godina pa so v njun ograd hodili po magdalenska jabolka, saj so v njihovi vasi prva dozorela. Gospodar Vanč jih ni nikoli podil, še namenil jim je kakšno prijazno besedo. Nekega dne pa mu je žena rekla, da se bo njuna hišica kmalu podrla in da bi morala sezidati novo. Vendar denarja za le-to nista imela, zato je Vanč odšel na delo v Nemčijo. Njegova žena Aga je ostala sama, dečki pa so ji pomagali pasti krave. Aga je bila osamljena pa tudi pridna ni bila več tako kot prej. Ves čas je bila zamišljena in nezadovoljna. Začela je zahajati v gostilno in potrošila ves denar, ki ji ga je pošiljal Vanč. Nekega dne je gostilničarju celo ukradla denar in orožniki so jo odpeljali s seboj. Vaščani so menili da nova hiša ni toliko vredna, da bi Aga izgubila poštenost in mir. Kmalu se je Vanč vrnil in nikoli več ni bilo tako kot prej. Ago so imeli za tatico, denarja za novo hišico pa ni bilo. Tudi vanč ni bil več vesel, dečkom ni nikoli več namenil lepe besede. Od takrat pa Vanč in njegova žena Aga nista nikoli več sedela pred hišo in govorila o tem kako si bosta sezidala novo hišico. Ostala sta brez sreče in denarja.

## Simbol nove hišice in jabolka
Nova hišica v povesti simbolizira nekaj novega in boljšega. Vanču in njegovi ženi, ki sta predstavnika malega človeka pa ni bila namenjena, njuna usoda je bila drugačna. Nova hiša ima prav tako pomen upanja, ki pa ga je Aga zapravila zaradi svoje osamljenosti. 

Tudi jabolka imajo v tej zgodbi poseben pomen. Simbolizirajo hrepenenje dečkov, ki so jih nabirali v Vančevem ogradu. Le tam so bila najboljša in so dozorela najprej. Lahko rečemo, da sta imela Vanč in Aga miren in lep dom, ki pa sta ga zaradi želje po nečem boljšem, izgubila.

## Ostale proze iz zbirke Sezidala si bova hišico
- Povest o pšeničnem zrnu in vrču vode (1991)(COBISS),
- Žemlje (1991) (COBISS),
- Vzel mi je prostost (1991) (COBISS),
- Dedkova obljuba (1991) (COBISS),
- Ošlajev teliček (1991) (COBISS),
- Tudi sova ima rada svoje mladiče (1991) (COBISS),
- Mama, kakšno darilo bom dobil za rojstni dan (1991) (COBISS),
- Kangla vode (1991) (COBISS),
- Ošlajev Tjaš je postal tat (1991) (COBISS),
- Kako je umrl starček Andraž (1991) (COBISS),
- Sračje gnezdo in večno prijateljstvo (1991) (COBISS),
- Izidor je zažgal smodnik (1991) (COBISS),
- Žerdinova pipa je postala lokomotiva (1991) (COBISS),
- Kako je Izidor poučeval očeta in mater (1991) (COBISS),
- Obraz v milnem mehurčku (1991) (COBISS),
- Izidor je imel krhljev za petdeset konjskih voz (1991) (COBISS),
- Ribe nimajo vžigalnic (1991) (COBISS),
- Na Bistrici smo izdelali avto (1991) (COBISS),
- Budilka in rdeče češnje (1991) (COBISS),
- Budilka in berač Buček (1991) (COBISS),
- Budilka in vreča moke (1991) (COBISS),
- O trebušasti denarnici, ki se je sama premikala (1991) (COBISS),
- Izidorjev klobuk (1991) (COBISS),
- Nasip k trstenim vrabcem (1991) (COBISS),
- Kozlarjev Izidor je prijel kačo z roko (1991) (COBISS),
- Strahovi (1991) (COBISS),
- Coprniki na delu (1991) (COBISS),
- Izidorjevi zdravniki so bili pajki (1991) (COBISS),
- Kako nas je mlinar Magdič strašil (1991) (COBISS),
- Zmaj v oknu (1983) (COBISS),
- Zlatovranka (1991) (COBISS),
- Izidor potuje v Ameriko (1991) (COBISS),
- Na novo leto se ne smeš umiti (1991) (COBISS),
- Kos rženega kruha (1991) (COBISS),
- Mi imamo, vi nimate (1991) (COBISS),
- Cigansko zlato (1991) (COBISS),
- Priplavala je pisana škatla (1991) (COBISS),
- Kozlarjev Izidor je spal v zlatem hlevu (1991) (COBISS),
- Izidor bo klatil zvezde (1991) (COBISS),
- Noč ima svojo moč (1991) (COBISS),
- Sezidala si bova hišico (1974) (COBISS),
- Za veselo pot na oni svet (1991) (COBISS),
- Prekratka palica (1991) (COBISS),
- Kozlarjevemu Izidorju je kovač drl zobe (1991) (COBISS),
- Igrali smo za denar (1991) (COBISS),
- Bistričani smo zrasli pod posteljo (1991) (COBISS),
- Štiri lačna usta (1991) (COBISS),
- Tepene konjske fige (1991) (COBISS),
- Izidor, ti osel (1991) (COBISS),
- Izidor gre na obisk (1991) (COBISS),
- Prepirljivec (1991) (COBISS),
- Možnarji in mlinar Franc (1991) (COBISS),
- Viničar še hiše nima (1991) (COBISS),
- Tri vaške ženske (1991) (COBISS),
- Prvi sneg (1991) (COBISS),
- Zgodbe o Sobočanovem Tonču (1991) (COBISS),
- Testo v krnici (1991) (COBISS),
- Kdo krade (1991) (COBISS),
- Frača (1991) (COBISS),
- Na Silvestrovo zvečer (1991) (COBISS),
- Pravljica o žarečem možu, žareči mizi in žareči verigi (1991) (COBISS),
- Drsali smo se bosi na ledu (1991) (COBISS),
- Zakaj se je Horvatov Štef oblekel v žensko (1991) (COBISS),
- Bistričani prepočasi umirajo (1991) (COBISS),
- Dominikova Sabina (1991) (COBISS),
- S kolom po mlatnici (1991) (COBISS),
- Če si lačen, lahko kradeš (1991) (COBISS),
- Vučko in njegov tram (1991) (COBISS),
- Čevljar Bernar (1991) (COBISS),
- Za malo denarja je bolj slaba muzika (1991) (COBISS),
- Osredek je kraj siromakov (1991) (COBISS),
- Cipotov Vinci pod mlinsko verigo (1991) (COBISS),
- Horvatov Štef gre k Vučku za hlapca (1991) (COBISS),
- Zajtrk pri Vučku (1991) (COBISS),
- Kropnjača cekinov in poslednje mazanje (1991) (COBISS),
- Horvatov Štef na obisku pri grofu (1991) (COBISS),
- Ljutomerska pila je mehka (1991) (COBISS),
- Horvatov Štef pride domov v novi obleki (1991) (COBISS),
- Logar bi bil rad podoben grofici (1991) (COBISS),
- Ose res pikajo (1991) (COBISS),
- Kislo zelje in kiselina (1991) (COBISS),
- Peter Tonaj je bil iskalec zlata (1991) (COBISS),
- Skledarjev Viktor (1991) (COBISS),
- Tjaševa čebela (1991) (COBISS),